# Gmina Zielona Góra
Die Gmina Zielona Góra war eine Landgemeinde im Powiat Zielonogórski in der Woiwodschaft Lebus. Sie wurde zum 1. Januar 2015 in die kreisfreie Stadt Zielona Góra (Grünberg in Schlesien) eingemeindet. Das ehemalige Gebiet der Gemeinde wurde dem neuen Stadtbezirk Nowe Miasto zugeordnet.
Der Verwaltungssitz der Landgemeinde befand sich in der von ihr unabhängigen Stadt Zielona Góra. Sie zählte auf einer Fläche von 220,45 Quadratkilometer 16.369 Einwohner (31. Dezember 2006) und bestand aus 17 Orten:

## Orte
- Barcikowice (Groß Hänchen)
- Drzonków (Drentkau)
- Jany (Janny)
- Jarogniewice (Hartmannsdorf)
- Jeleniów (Droseheydau)
- Kiełpin (Külpenau)
- Krępa (Krampe)
- Łężyca (Lansitz)
- Ługowo (Wilhelminenthal)
- Nowy Kisielin (Deutsch Kessel)
- Ochla (Ochelhermsdorf)
- Przylep (Schertendorf)
- Racula (Lawaldau)
- Stary Kisielin (Polnisch Kessel; 1937–1945 Altkessel)
- Sucha (Zauche)
- Zatonie (Günthersdorf)
- Zawada (Sawade; 1936–1945 Eichwaldau)